# Rampo Kitan: Game of Laplace
Rampo Kitan: Game of Laplace (乱歩奇譚 Game of Laplace, Ranpo Kitan Gēmu Obu Rapurasu) est une série d'animation japonaise en 11 épisodes produite par le studio Lerche et dirigée par Seiji Kishi, diffusée au Japon entre juillet 2015 et septembre 2015 sur Fuji TV, dans la case-horaire noitaminA.
Elle est inspirée des œuvres d'Edogawa Ranpo et marque le cinquantième anniversaire de sa mort, en 1965.

## Synopsis
L'histoire se déroule dans un collège où plusieurs cas de meurtre ont lieu. Kobayashi, un garçon qui va à cette école, rencontre le détective de génie Akechi, qui vient à l'école pour enquêter. Kobayashi s'intéresse à Akechi et, malgré les soucis de son ami Hashiba, il se porte volontaire pour être l'assistant d'Akechi.

## Personnages
Kogoro Akechi (アケチ コゴロウ, Akechi Kogorō)
Voix japonaise : Takahiro Sakurai
Un détective de génie de 17 ans qui résout des crimes anormaux pour s'amuser. Le gouvernement lui a accordé une licence spéciale afin de capitaliser sur ses compétences d'enquête spéciales. Il est régulièrement vu prendre de l'aspirine et des boissons au café gourmands.
Kobayashi (コバヤシ, Kobayashi)
Voix japonaise : Rie Takahashi
Un collégien qui est souvent pris pour une fille, il est accusé d'avoir démembré son professeur principal. Un peu comme Akechi, il est excité quand il découvre qu'il peut résoudre des mystères, et il est imperturbable par les détails morbides du meurtre. Kobayashi demande à devenir l'assistant d'Akechi s'il peut découvrir le vrai tueur de son professeur principal.
Hashiba (ハシバ, Hashiba)
Voix japonaise : Daiki Yamashita
Un garçon passionné qui est le meilleur ami de Kobayashi. Il est l'héritier de la riche compagnie de Hashiba et déteste Akechi pour avoir été "froid de cœur" au début. Il s'oppose aussi à l'idée que Kobayashi devienne l'assistant d'Akechi et cherche souvent Kobayashi. Il est le représentant de la classe et est populaire auprès des filles. Il est impliqué qu'il a des sentiments romantiques pour Kobayashi.
Hanabishi (ハナビシ, Hanabishi)
Voix japonaise : Mai Nakahara
Le nouveau professeur principal de Kobayashi et Hashiba. Elle est très joyeuse en classe et s'habille dans un style Lolita / chat. Kobayashi remarque des marques sur ses poignets.
Keisuke Kagami (カガミ ケイスケ, Kagami Keisuke)
Voix japonaise : Katsuyuki Konishi
Un enquêteur pour le département de la police métropolitaine de Tokyo. Il a un fort sens de la justice. Il va être arrêté après être devenu un copycat de vingt-visages.
Nakamura (ナカムラ, Nakamura)
Voix japonaise : Chō
Un officier de police, amical avec Kagami. Il a été son supérieur auparavant.
Black Lizard (黒蜥蜴, Kuro Tokage)
Voix japonaise : Yōko Hikasa
Une voleuse enfermée dans les sous-sol du département de la police métropolitaine de Tokyo. Elle a une fixation sur Akechi qui donne des scènes très étranges.
Shadow-Man (影男, Kage Otoko)
Voix japonaise : Takehito Koyasu
Un maître du déguisement. Il est connu comme un "gentleman voleur" et recherché par la police. Il s'est un jour lié d'amitié avec la petite sœur de Kagami, Tokiko. Il est finalement révélé qu'il volait de l'argent afin de payer pour une opération qui a sauvé la vie d'une fille nommée Sachiko qui était en phase terminale. Sachiko a été enlevée plus tard, et Shadow-Man a demandé l'aide de Kobayashi pour enquêter sur sa disparition. Après cela, il se retrouve devant le logement d'Akechi avec une bombe autour du cou. Au dernier épisode, il aidera Akechi pour qu'il puisse rejoindre Namikoshi.
Minami (ミナミ, Minami)
Voix japonaise : Saki Fujita
Le médecin légiste qui livre les résultats des autopsies dans des scènes d'exposition effrénées. Sa personnalité s'est révélée beaucoup plus tordue à cause d'un incident où son petit frère, qui était en phase terminale, s'est suicidé afin de le rendre moins douloureux pour elle, mais le plan s'est retourné et l'a fait devenir l'un des vingt visages.
Corpsey (死体君, Shitai-kun)
Voix japonaise : Kappei Yamaguchi
Le mannequin de démonstration que Minami utilise pour montrer les causes de la mort. Il est révélé que c'était une inspiration du frère mort de Minami.
Tokiko Kagami (カガミ 時子, Kagami Tokiko)
Voix japonaise : Megumi Toyoguchi
La petite sœur de Kagami. Kagami reçoit fréquemment des appels d'elle sur son téléphone portable. Plus tard assassiné comme représailles pour l'implication de son frère dans l'arrestation préalable de son assassin.
Namikoshi ()
Voix japonaise : Jun Fukuyama
Le grand ami d'Akechi et les premières vingt visages. Il a créé l'Étoile noire après des abus constants de la part de son père et a été coupé avec un couteau à l'école par des tyrans. Il veut prouver à Akechi que leur formule est parfaite en se donnant la mort.

## Liste des épisodes
| No | Titre anglais                           | Titre original                                  | Date de 1re diffusion |
| -- | --------------------------------------- | ----------------------------------------------- | --------------------- |
| 1  | The Human Chair, Part 1                 | 人間椅子(前編) Ningen Isu (Zenpen)              | 2 juillet 2015        |
| 2  | The Human Chair, Part 2                 | 人間椅子(後編) Ningen Isu (Kōhen)               | 9 juillet 2015        |
| 3  | Shadow-Man                              | 影男 Kage Otoko                                 | 16 juillet 2015       |
| 4  | Twenty Faces                            | 二十面相 Nijū Mensō                             | 23 juillet 2015       |
| 5  | The Caterpillar                         | 芋虫 Imomushi                                   | 30 juillet 2015       |
| 6  | A Glimpse into Hell                     | 地獄風景 Jigoku Fūkei                           | 6 août 2015           |
| 7  | Strange Tale of Panorama Island, Part 1 | パノラマ島綺譚(前編) Panorama-tō Kitan (Zenpen) | 13 août 2015          |
| 8  | Strange Tale of Panorama Island, Part 2 | パノラマ島綺譚(後編) Panorama-tō Kitan (Kōhen)  | 20 août 2015          |
| 9  | Terrifying Mistake                      | 恐ろしき錯誤 Osoroshiki Sakugo                  | 3 septembre 2015      |
| 10 | A Desire for Transformation             | 変身願望 Henshin Ganbō                          | 10 septembre 2015     |
| 11 | The Daydream                            | 白昼夢 Hakuchūmu                                | 17 septembre 2015     |

## Génériques
- Opening :
  - Speed to Masatsu d'amazarashi
- Ending :
  - Mikazuki (ミカヅキ?) de Sayuri